# Kovács Győző (informatikus)
Kovács Győző (Szekszárd, 1933. február 27. – Budapest, 2012. december 18.) magyar villamosmérnök, számítástechnikus, informatikus, az informatikai kultúra jeles terjesztője.

## Élete
Származása miatt nem vették fel az egyetemre csak miután egy évig munkásként dolgozott. 1957-ben a Budapesti Műszaki Egyetem villamosmérnöki karán a gyengeáramú tagozaton végzett. Az egyetem elvégzése után az MTA Kibernetikai Kutató csoportjához került tudományos segédmunkatársnak, Tarján Rezső vezetése alatt.
Dömölki Bálint mellett nagy szerepe volt az első magyar számítógép, az M–3-as létrehozásában.
1959-ben kinevezték az első magyarországi számítóközpont vezetőjének. 1960-61-ben segédkezett Temesváron üzembe helyezni az első román számítógépek egyikét, a MECIPT-1-et. Ugyancsak ettől kezdve rendszeres előadásokat tartott a számítógépekről a budapesti közgazdaságtudományi egyetemen, és egyetemi tankönyveket írt. Az 1960-61-es tanévben Grigore Moisil professzor meghívására az első számítástechnikai előadásokat tartotta franciául a Bukaresti Egyetemen. 1963-ban az URAL-2 számítógép átvételére három hónapos tanulmányúton vesz részt Penzában, az URAL-gyárban, a következő évben az MTA Számítóközpontjában üzembe állítják az URAL-2 számítógépet.
1975–1985 között a Neumann János Számítógép-tudományi Társaság főtitkára, 1985-től 1990-ig, majd 1993-tól folyamatosan alelnökként tevékenykedett. 1981-ben kinevezték az első magyarországi PC-gyár, az SzKI alapította Sci-L igazgatójává.
1983–1990 között Könyves Tóth Pállal kettesben megalapították és szerkesztették az első havonta megjelenő számítástechnikai képes diáklapot, a Mikroszámítógép Magazint. 1984-ben megszervezte a Magyar Televízióban az első távtanulási tanfolyamot, a TV-BASIC-et, amelyen először lehetett távtanulási formában programozói képesítést szerezni. Nívódíjat kapott érte. 1986-ban Szekszárdon megalapította a Garay számítástechnika diákversenyeket, amelynek „élethossziglani” zsűrielnöke (a verseny jelenlegi neve: Neumann János Nemzetközi Tehetségkutató Programtermék Verseny).
1989-ben felvették a Magyar Újságírók Országos Szövetségébe, 1988-tól állandó és időleges, főleg magyar számítástechnika-történeti kiállításokat szervezett (1988-90 Nyíregyháza, 1992-97 Budapest, 1996 Budapest, 1996 Veszprém, 1997 Graz, 1997 Szeged, 1998 Budapest).
1988-1990 között a bécsújhelyi Hofbauer GesMbH külkapcsolatokért felelős menedzsere.
1990-től nyugdíjasként fáradhatatlanul és szünet nélkül előadásokat tart, tudománytörténeti cikkeket és könyveket ír, konferenciákat szervez és konferenciákon vesz részt, teleház-mozgalmat szervez. 1999-ben az INFO ’99 kiállítás magyar számítástechnika-történeti kiállításának a kigondolója és szervezője.
Neumann János életének és munkásságának legalaposabb ismerője és emlékének ápolója. A Neumann centenáriumi év (2003) fő szervezője, a jubileumra létrehozott kiállítás (100 éve született Neumann János, Természettudományi Múzeum, 2003) szakmai vezetője. A tárlat alapján az ország több városában rendezett vándorkiállítás (Mérföldkövek a számítástechnikában címmel, az Országos Műszaki Múzeum rendezésében) szakmai vezetője. 2011-ben az Egy Géniusz ifjúkora című Neumann János-emlékkiállítás szakmai vezetője (rendezte: Képes Gábor, Magyar Műszaki és Közlekedési Múzeum), a kiállításhoz készült, Neumann János életéről és munkásságáról szóló tablósor és kísérőkiadvány szerzője.
A Neumann János Számítógép-tudományi Társaság Informatikatörténeti Fórumának (ITF) tiszteletbeli elnöke. A szegedi Informatikai Múzeum (Informatika Történeti Múzeum Alapítvány) kezdeményezője. Szerepe kiemelkedő az informatikai eszközök muzeális megőrzésében és az informatikatörténeti népszerűsítésben.

## Fontosabb könyvei
- Elektrotechnika 1-2.; MKKE, Bp., 1961
- A számítógépek technikája, Tankönyvkiadó, Budapest, 1974
- Neumann János – Magyar feltalálók, találmányok, Műszaki Könyvkiadó, Budapest, 1997
- Válogatott kalandozásaim Informatikában. Történetek a magyar (és a külföldi) számítástechnika (h)őskorából; Masszi Kiadó, Budapest, 2002
- Kovács Győző (szerk.): Ki volt igazából Neumann János?, Nemzeti Tankönyvkiadó, Budapest, 2003

## Díjai, kitüntetései
- Neumann János-díj (1979)
- MTESZ-díj (1985)
- Pro Scientia Transsylvanica Érem (2000)
- Helyi Információs Társadalomért Díj (2001)
- Szekszárd város díszpolgára (2003)[1]
- A Magyar Informatikáért Szakmai Érem (2003)
- A Corvinus Egyetem díszdoktora (2006)
- Hevesi Endre-díj (2011)